# Kurt Krause (Fußballspieler)
Kurt-Joachim Krause – genannt Jockel oder Jokel Krause – (* 28. März 1920 in Florlauken, Landkreis Labiau; † 2. Mai 1987) war ein deutscher Fußballspieler und -trainer.

## Spielerkarriere
Der mehrfache Gauauswahlspieler Ostpreußens und des Baltenverbandes begann seine Fußballkarriere beim FC Preußen Gumbinnen und wechselte danach zum VfB Königsberg. Mit dem VfB Königsberg wurde Krause zwischen 1940 und 1944 fünfmal hintereinander Ostpreußenmeister und gelang in die Endrunden um die Deutsche Meisterschaft, in denen Königsberg 1942 erst im Viertelfinale ausschied.
Als Kriegsgastspieler kam er (wahrscheinlich – eine Verwechselung mit Eduard Krause ist möglich) 1939 bei Wormatia Worms zum Einsatz.
Nach dem Zweiten Weltkrieg spielte er nach Fußballarchivangaben zunächst für den Eckernförder SV, mit dem er u. a. 1945/46 Bezirksmeister in der seinerzeit höchsten Spielklasse in der britischen Zone (siehe:Bezirksmeisterschaftsliga) und 1947/48 Landesligastaffel-Meister wurde. Nach einzelnen Angaben fungierte Kurt Krause beim Eckernförder SV zeitweise als Spielertrainer – möglicherweise kurzzeitig als direkter Nachfolger von Kurt Baluses 1947; es könnte sich bei dieser Angabe allerdings auch um eine Verwechselung mit Eduard Krause handeln, der wie Kurt Krause ebenfalls Spieler des VfB Königsberg war. 1948 wechselte Kurt Krause zum Itzehoer SV, der unter Spielertrainer Kurt Baluses 1950 in die Oberliga Nord aufstieg – aber nach nur einer Saison wieder abstieg. Mit den ISV-Mannschaftskameraden Baluses, Kurt Lingnau hatte Krause zuvor schon in Königsberg, in der ostpreußischen Auswahlmannschaft und in Eckernförde gemeinsam in einer Mannschaft gespielt, mit Erwin Scheffler in Königsberg.

## Trainerkarriere
Als Trainer betreute er ab 1955 „seinen“ Itzehoer SV und ab 1960 Altona 93 (zuerst in der Oberliga Nord, nach Gründung der Bundesliga 1963 in der Regionalliga Nord). 1964 erreichte er mit Altona das Halbfinale im DFB-Pokal und ein Jahr später Platz 3 in der Regionalliga. 1965 wechselte er zum FC St. Pauli, mit dem er 1966 Meister der Regionalliga Nord wurde, in der Aufstiegsrunde aber knapp den Sprung in die Bundesliga verpasste. Nach eineinhalb weniger erfolgreichen Jahren wurde Krause im Herbst 1967 entlassen. Er übernahm vor der Saison 1968/69 den VfB Lübeck und führte diesen in der Regionalliga Nord auf Platz 2 und damit vor seinem Ex-Verein St. Pauli in die Aufstiegsrunde zur Bundesliga, in der die Grün-Weißen aber chancenlos Gruppenletzter wurden. 1971 erreichte er noch einmal Platz 3 mit dem VfB. Von 1972 bis 1974 war Krause für SV Arminia Hannover tätig. 1974 kehrte er in der neu eingeführten 2. Bundesliga Nord zum FC St. Pauli zurück, mit dem er 1975 Platz 3 erreichte. Im Sommer 1976 wurde er Talentsucher für den Hamburger SV und war ebenfalls Jugendtrainer beim HSV. Im Sommer 1979 übernahm er noch einmal den VfB Lübeck in der damaligen Amateur-Oberliga Nord, wurde jedoch in Abstiegsgefahr im Januar 1980 wieder entlassen. Ende Oktober 1983 wurde Krause Trainer des SV Börnsen in der Verbandsliga Hamburg.